# Ochodaeus thalycroides
Ochodaeus thalycroides is een keversoort uit de familie Ochodaeidae. De wetenschappelijke naam van de soort is voor het eerst geldig gepubliceerd in 1893 door Reitter.